# Sandman: El velatorio
Sandman: El velatorio (en inglés, The Sandman: The Wake) es la décima novela gráfica de la colección de historietas de The Sandman, creada por Neil Gaiman y publicada por Vertigo/DC Comics. Contiene los números del 70 al 75 de la colección regular, y es por tanto el último volumen de la serie regular.
El dibujante de los primeros cuatro números es Michael Zulli, quien utiliza lápiz y por tanto no se utilizan entintadores. El número 74 es dibujado por John J. Muth, utilizando sólo tinta. El número 75 y final, fue dibujado por Charles Vess, con la ayuda de Bryan Talbot, John Ridgway y Michael Zulli, siendo el mismo Vess encargado de las tintas. La coloración de todos los números estuvo a cargo de Daniel Vozzo, salvo por el penúltimo número, a cargo del mismo John J. Muth. El rotulador original fue Todd Klein, y como en todos los números de la serie original de The Sandman, las portadas son obra de Dave McKean.
Este libro está dedicado por Neil Gaiman a su amigo Dave McKean, portadista de toda la colección regular.

## Historia editorial
Los seis números de este volumen se publicaron entre agosto de 1995 y marzo de 1996, con alrededor de un mes de distancia entre cada uno, si bien los números 72 y 75 aparecieron con un pequeño retraso. El número 72 tenía originalmente 24 páginas, pero se le agregaron 2 páginas, entre las 16 y 19, para su inclusión en este tomo recopilatorio. El número 75, que alude a la obra de teatro La tempestad de William Shakespeare, está firmado en la última viñeta por Neil Gaiman, con las fechas «octubre 1987-enero 1996». Como el número se publicó originalmente en marzo de 1996, esto sugiere que tardó dos meses en publicarse, desde que estuvo el guion terminado.

## Contenido
El contenido de esta novela gráfica puede variar dependiendo de la editorial. La edición de Norma Editorial incluye lo siguiente:
- Introducción de Mikal Gilmore, escritor y colaborador habitual de la revista Rolling Stone desde 1977.
- Agradecimientos finales de Neil Gaiman.
- Retratos de Gaiman y su gato, de Zulli, Vess, Muth, McKean, Gilmore, Vozzo, Klein, de la iguana del logo de Digital Chameleon, Berger, Roeberg y Kahan.

## Títulos
| #  | Título                                                                  | Título original                                             | Fecha       | Guion  | Dibujo                    | Tinta | Color | Rotulación | Portada | Edición   | Edición  | pp. |
| #  | Título                                                                  | Título original                                             | Fecha       | Guion  | Dibujo                    | Tinta | Color | Rotulación | Portada | ejecutiva | asociada | pp. |
| -- | ----------------------------------------------------------------------- | ----------------------------------------------------------- | ----------- | ------ | ------------------------- | ----- | ----- | ---------- | ------- | --------- | -------- | --- |
| 70 | Capítulo uno: Donde hace sentir sus efectos lo acontecido anteriormente | Chapter 1, Which Occurs in the Wake of What Has Gone Before | ago 1995    | Gaiman | Zulli                     | n/a   | Vozzo | Klein      | McKean  | Berger    | Roeberg  | 24  |
| 71 | Capítulo dos: Donde se celebra un velatorio                             | Chapter 2, In Which a Wake is Held                          | 30 sep 1995 | Gaiman | Zulli                     | n/a   | Vozzo | Klein      | McKean  | Berger    | Roeberg  | 24  |
| 72 | Capítulo tres: Donde despertamos                                        | Chapter 3, In Which We Wake                                 | nov 1995    | Gaiman | Zulli                     | n/a   | Vozzo | Klein      | McKean  | Berger    | Roeberg  | 26  |
| 73 | Epílogo: Domingo de luto                                                | An Epilogue, Sunday Mourning                                | dic 1995    | Gaiman | Zulli                     | n/a   | Vozzo | Klein      | McKean  | Berger    | Roeberg  | 24  |
| 74 | Exiliados                                                               | Exiles                                                      | ene 1996    | Gaiman | Muth                      | Muth  | Muth  | Klein      | McKean  | Berger    | Roeberg  | 24  |
| 75 | La tempestad                                                            | The Tempest                                                 | mar 1996    | Gaiman | Vess Talbot Ridgway Zulli | Vess  | Vozzo | Klein      | McKean  | Berger    | Roeberg  | 38  |

A diferencia de otros tomos, en este sólo los números 72, 74 y 75 incluyen créditos. En ellos se menciona a Neil Gaiman, Sam Kieth y Mike Dringenberg como creadores de los personajes de The Sandman, y al estudio Digital Chameleon como el encargado de las separaciones de colores. Para el número 75, Gaiman utilizó además textos de la obra homónima de William Shakespeare. En este último número se incluye además en los créditos un agradecimiento a «Bryan Talbot, John Ridgway y el Misterioso Señor Zeta», este último aludiendo a Michael Zulli.